# Univé-Lvv
Univé-Lvv is een volleybalvereniging uit Lopik in de Nederlandse provincie Utrecht. De vereniging bestaat uit twee seniorenteams, drie jeugdteams en vier recreantenteams. De Lopikse volleybalvereniging werd opgericht op 22 november 1964. De hoofdsponsor van Lvv is sinds 2006 Univé. Univé-Lvv speelt al zijn thuiswedstrijden in de sporthal De Wiekslag dat onderdeel is van buurthuis De Schouw.

## Heren
Lopik heeft één heren-seniorenteam dat in het seizoen 2022/23 uitkomt in de Heren 2e Klasse L in regio west.

## Dames
Lopik heeft één dames-seniorenteam dat in het seizoen 2022/23 uitkomt in de Dames 3e Klasse Q in regio west.

## Jeugd
Lopik heeft drie jeugdteams: Meiden A, Jongens A en Jongens C. De meiden A komt uit in de Meisjes A 2e Klasse G Regio west. De meiden A is een fusie met Jupiter uit Oudewater.